# Синиця саванова
Синиця саванова (Melaniparus thruppi) — вид горобцеподібних птахів родини синицевих (Paridae). Мешкає в Східній Африці.

## Опис
Саванова синиця є найменшим представником роду Melaniparus. Вона досягає довжини 11,5-12 см при вазі в 12 г. Тім'я, потилиця, горло і груди чорні з синім відтіном. На щоках великі білувато-охристі плями.На грудях чорна смуга. Верхня частина тіла сіра, на крилах білі плями. Нижня частна тіла сірувато-біла з чорною смугою. Дзьоб і лапи сірі.

## Підвиди
Виділяють два підвиди:
- M. t. thruppi (Shelley, 1885) — Ефіопія, Сомалі, північна Кенія;
- M. t. barakae (Jackson, FJ, 1899) — південний захід Сомалі, східна Уганда, Кенія і північний схід Танзанії.

## Поширення і екологія
Саванові синиці живуть в сухих саванах і чагарникових заростях, в акацієвих заростях на берегах річок і озер. Зустрічаються на висоті до 2000 м над рівнем моря.